# Koulikoro
Koulikoro è un comune urbano del Mali, capoluogo del circondario e della regione omonima.
Si trova sulle sponde del fiume Niger, a 59 km dalla capitale del Mali Bamako. La zona di Koulikoro è fortemente industrializzata ed è un importante snodo del sistema di trasporti in Mali; è infatti sede della stazione terminale della Ferrovia Dakar-Niger, e di un porto fluviale sul Niger, attraverso il quale si scambiano merci con Ségou, Mopti, Timbuctù e Gao.